# تپه گبرها
تپه گبرها مربوط به دوران پیش از تاریخ ایران باستان است و در شهرستان کاشان، روستای دهنار واقع شده و این اثر در تاریخ ۸ مرداد ۱۳۸۱ با شمارهٔ ثبت ۵۸۹۷ به‌عنوان یکی از آثار ملی ایران به ثبت رسیده است.